# Пачаджи, Дмитрий Ильич
Дмитрий Ильич Пачаджи (1851 — 13 июня 1912) — российский греческого происхождения 2-й гильдии купец, предприниматель, почётный гражданин Бахчисарая, меценат и общественный деятель. Помимо предпринимательства занимался благотворительностью и служил в городской управе.

## Биография
Дмитрий Ильич был известен не только в городе Бахчисарае, где развивалась его предпринимательская деятельность. В 1900 г. газета «Правительственный Вестник» сообщила, что Пачаджи за свои благотворительные дела и государственную деятельность получил звание почётного гражданина города. Из наград купец 2-й гильдии имел серебряную медаль «За усердие», которая была пожалована Д. И. Пачаджи в 1894 году. В 25 лет (1876 год) он записался в купцы 2-й гильдии и с этой даты много раз избирался гласным гор. думы Бахчисарая, а также входил в городскую управу.
Дмитрий Ильич имел в собственности большое количество недвижимости: 2 лесных склада, несколько трактиров, заезжий двор, 2 склада поливных изделий, бакалейная лавка и магазин, кофейни в Эски-Юрте, дворовое место в Севастополе и дворовое места в Евпатории, а также множественные сады и иная недвижимость, приносящая доход.
Дмитрий Ильич более 20 лет поставлял городской администрации керосин, использовавшийся для уличных фонарей. Эта информация упоминается в документах о делах гор. управы в 1902 году. Часто Д. И. Пачаджи делал такие поставки в целях пожертвования. После революции в прессе его упоминали как миллионера.
Пачаджи выезжал и за пределы Таврической губернии, например, в Санкт-Петербург и Москву. Начиная с 1878 г. Пачаджи несколько раз был выбран в городскую думу, а также являлся гласным городской управы.
В 1878 году городским головой был И. Гаспринский, а Дмитрий Пачаджи вошёл в состав управы и в городскую контрольную комиссию.
Несколько раз становился заседателем в Бахчисарайском Сиротском суде, в котором быть на данной должности имели возможность лишь купцы 2-й гильдии. 29 октября 1899 года был избран на срок 3 года в Сиротский суд. 12 декабря 1902 г. вошёл в бахчисарайское Правление общества взаимного вспомоществования. С 1891 по 1898 год занимал должность в Податном Присутствии.
В 1904 году, когда пост городской головы занимал Давидович, получил исключительное право гос. служащего в городском общественном Управлении.
Дмитрий Ильич был не только крупным предпринимателем, купцом, государственным и общественным деятелем, он также являлся попечителем и благотворителем. Государственные архивы АРК хранят многие задокументированные акты о пожертвованиях Дмитрий Пачаджи. Он вкладывал деньги на построение архитектурных объектов, которые сохранились и до наших дней. Явным примером этого является его дом, земские училища в Бахчисарае и иных городах Крыма. За большие безвозмездные вклады Пачаджи регулярно получал благодарности от правительства Таврической губернии, в частности, за устройства дома в Симферополе и здания церковно-приходского образовательного учреждения в Бахчисарае.
Д. Пачаджи вкладывал личные деньги на строительство памятников и монументов в честь различных исторических событий. Он внёс деньги на обустройство и открытие монумента — фонтана, в честь 300-летие правления дома Романовых. Открытие монумента состоялось в 1913 году, после того, как умер Дмитрий Ильич. Во время открытия присутствовал сам император — Николай II. В сегодняшние дни часть этого памятника можно увидеть возле ханского дворца.
Пачаджи вносил средства на обустройство и ремонты мостов, ханского дворца и другие городские нужды. Как другие предприниматели и вообще все богатые личности города, Пачаджи вносил деньги на борьбу с заболеваниями: туберкулёзом и холерой.
Дмитрий Ильич Пачаджи скончался 13 июня 1912 года. Вдова Евгения Васильевна и её дети решили увековечить память мужа и отдали свой 460 кв. м. участок в Эски-Юрте под церковь имени Фёдоровской иконы Божьей матери. Служителям этой церкви была необходима постоянная земля, так как им всё время приходилось проводить служения в разных местах, отдалённых друг от друга. 21 февраля 1913 г. началось строительство церкви. После того, как храм был построен, остатки Д. И. Пачаджи и его внука были захоронены под колокольней этой церкви.